# Roy Clarke (piłkarz)
Royston James Clarke (ur. 1 czerwca 1925, zm. 13 marca 2006) – walijski piłkarz, który występował na pozycji pomocnika. 22-krotny reprezentant kraju.
Karierę rozpoczął w amatorskim zespole Albion Rovers, skąd w grudniu 1942 przeszedł do Cardiff City. 4 maja 1946 po raz pierwszy zagrał w reprezentacji Walii. W kwietniu 1947 został sprzedany z trzecioligowego wówczas Cardiff City za 12 tysięcy funtów do Manchesteru City i zagrał w ostatnim meczu sezonu 1946/1947, w którym zespół wywalczył awans do Division One. Jest jedynym piłkarzem, który grając w trzech kolejnych meczach, wystąpił w trzech różnych ligach.
5 maja 1956 zagrał w finale Pucharu Anglii, w którym City pokonało Birmingham City 3:1. We wrześniu 1958 przeszedł do Stockport County, w którym zakończył karierę zawodniczą. W późniejszym okresie był między innymi menadżerem Northwich Victoria. Zmarł 13 marca 2006 w wieku 80 lat.